# Mura di Sovana
Le mura di Sovana costituiscono il sistema difensivo dell'omonimo borgo e ne sintetizzano, storicamente, le distinte epoche etrusca, medievale e rinascimentale.

## Mura etrusche
Le mura etrusche furono costruite in punti distinti a partire dal VII secolo a.C.
Un tratto delle mura fu realizzato per delimitare e l'attuale area archeologica di Sovana nei punti non protetti dalle ripide pareti rocciose di tufo; dalle necropoli la cortina muraria attraversa il Pianetto e risale lungo le pendici del poggio sul quale venne costruito il duomo in epoca medievale.
Un secondo tratto di mura, distinto dal precedente, è ravvisabile nell'area della Rocca aldobrandesca, sul lato opposto dell'abitato. Queste cortine murarie costituirono la base per la realizzazione delle corrispondenti mura medievali, in parte sovrastanti alle preesistenti strutture etrusche.

## Mura medievali
Le mura medievali furono realizzate dagli Aldobrandeschi tra l'XI e il XII secolo, per proteggere il centro di Sovana, uno dei principali da essi controllati in quell'epoca, che nel 1274 fu elevato a capitale della contea.
Le strutture murarie difensive, in conci di tufo andarono a racchiudere interamente il borgo medievale, adattandosi all'orografia del pianoro sul quale vennero costruite.
Sul lato orientale le mura di Sovana furono ulteriormente rafforzate con la costruzione dell'imponente Rocca aldobrandesca, alle cui basi sono ravvisabili alcuni tratti delle preesistenti strutture murarie difensive di epoca etrusca. Sul lato interno della rocca venne aperta una porta di collegamento al resto dell'abitato.

## Mura rinascimentali
Le mura rinascimentali sono il frutto dei lavori di ristrutturazione ed ampliamento effettuati in più fasi dai Senesi tra il Quattrocento e i primi decenni del secolo successivo e dai Medici, nel tardo Cinquecento, per ordine di Cosimo I che, contemporaneamente, ordinò anche la ristrutturazione delle mura di Grosseto e il miglioramento di varie fortificazioni dislocate nell'attuale territorio della provincia.
Gli interventi cinquecenteschi hanno conferito alle mura di Sovana gran parte dell'aspetto attuale; sono state perdute solo alcune porte di accesso.